# Top 100
Top 100 è una classifica trasmessa su MTV Italia dal dicembre del 1995, riguardante le 100 canzoni più ascoltate nel corso dell'anno. Generalmente la classifica viene messa in onda gli ultimi giorni di dicembre di ogni anno, per poi trasmettere la versione integrale di tutte le 100 canzoni verso i primi giorni di gennaio dell'anno nuovo.
Dal 1995 al 2000 il programma ebbe un presentatore che descriveva le varie canzoni, mentre dal 2001 in poi la classifica venne mandata in onda senza nessuna conduzione.
Da febbraio a luglio del 2006 in occasione del decimo anniversario vennero trasmesse integralmente tutte le classifiche della Top 100 dal 1995 al 2005.
Nel 2008 cambia la grafica della classifica di MTV Italia e viene abbandonata quella tradizionale utilizzata dal 1995. Nel 2009 si piazza al primo posto la canzone Domani 21/04.2009 degli Artisti Uniti per l'Abruzzo, diventando di fatto la prima canzone italiana a classificarsi prima nella Top 100.
Nel 2010 la classifica sparì dal palinsesto (anche se venne comunque pubblicata sul sito internet di MTV) e al suo posto viene trasmessa una versione ridotta, la Top 50.

## Canzoni prime in classifica dal 1995 al 2010
- 1995 - Two Can Play That Game - Bobby Brown
- 1996 - Killing Me Softly - Fugees
- 1997 - Bitter Sweet Symphony - The Verve
- 1998 - Frozen - Madonna
- 1999 - Scar Tissue - Red Hot Chili Peppers
- 2000 - I'm Outta Love - Anastacia
- 2001 - Elevation - U2
- 2002 - Wherever You Will Go - The Calling
- 2003 - Crazy In Love - Beyoncé feat. Jay-Z
- 2004 - This Love - Maroon 5
- 2005 - Numb/Encore - Linkin Park feat. Jay-Z
- 2006 - Enjoy the Silence - Lacuna Coil
- 2007 - What I've Done - Linkin Park
- 2008 - American Boy - Estelle feat. Kanye West
- 2009 - Domani 21/04.2009 - Artisti Uniti per l'Abruzzo
- 2010 - Telephone - Lady Gaga feat. Beyoncé